# Fujimino, Saitama
Fujimino (ふじみ野市 Fujimino-shi) là một thành phố thuộc tỉnh Saitama, Nhật Bản.